# Peucaea ruficauda
Peucaea ruficauda là một loài chim trong họ Emberizidae.